# Годвин, Джордж
Джордж Годвин (англ. George Godwin; 1813—1888) — английский 
, журналист, искусствовед в области архитектуры и  редактор журнала «The Builder»; член Лондонского королевского общества и Лондонского общества антикваров.

## Биография
Джордж Годвин родился 28 января 1813 года; будучи одним из девяти детей архитектора Джорджа Годвина старшего (1780–1863), он с ранней юности избрал для себя специальностью отцовскую профессию и уже в 1835 году достиг в ней таких теоретических познаний, что Британский институт (англ. Royal Institute of British Architects) присудил ему премию за сочинение на архитектурную тематику. 
Три года спустя, воодушевленный своим другом антикваром Джоном Бриттоном (англ. John Britton; 1771–1857), он издал большое исследование о лондонских церквях, а в 1839 году явился главным основателем художественного союза в городе Лондоне (англ. Art Union of London).
В числе литературных трудов Д. Годвина особенно заслуживают внимания «History in ruins» (1853) и «London shadows» (1854); а также статьи, которые он помещал в «Civil Engineer and Architecte Journal» и в «Art Journal».
С 1844 года до своей смерти он был главным редактором весьма влиятельного лондонского архитектурного журнала «The Builder».
Что касается практической деятельности Годвина, то его талант и познания выразились во многих значительных постройках, в частности,  в сооружении церквей Сент-Мери в Вест-Брамптоне и Святого Иуды и Луки в Соут-Кенсингтоне и в реставрации церкви Сент-Мери-Редклиф в Бристоле. За заслуги перед отечеством он был принят в члены Лондонского королевского общества и Лондонского общества антикваров.
Джордж Годвин умер 27 января 1888 года в Кенсингтоне (Лондон).